# Пам'ятні дати Автономної Республіки Крим
Пам'ятні дати Автономної Республіки Крим — список офіційно встановлених Верховною Радою Автономної Республіки Крим пам'ятних дат.
У Автономній Республіці Крим встановлено наступні пам'ятні дні, відмінні від загальноукраїнських:
- 19 січня — День Прапору Автономної Республіки Крим.
- 20 січня — День Автономної Республіки Крим.
- 21 жовтня — День Конституції Автономної Республіки Крим.

Пам'ятні дати встановлено постановами Верховної Ради Автономної Республіки Крим.